# Малайская жёлтая цапля
Мала́йская жёлтая ца́пля (лат. Ardeola speciosa) — птица семейства цаплевых.

## Описание
Малайская жёлтая цапля — это маленькая, коренастая цапля длиной максимум 45 см. В зимнем наряде голова с полосами оливково-коричневого или жёлто-коричневого цвета. Клюв жёлтый, светлее на верхней стороне, основание синеватое. Спина коричневого цвета, хвост и крылья белые. Ноги бледного зеленовато-жёлтого цвета. В целом птица очень похожа на белокрылую цаплю или на индийскую жёлтую цаплю. В брачном периоде у птиц голова, шея и хохол золотисто-жёлтого цвета. В нижней части шеи красные перья образуют воротник, а удлинённые серо-чёрные перья спины тянутся до конца хвоста. Самка и самец похожи. Молодые птицы похожи на половозрелых птиц в зимнем наряде.

## Распространение
Малайская жёлтая цапля населяет мангровые болота Юго-Восточной Азии. Номинативный вид A. s. speciosa живёт в Индонезии, прежде всего, на Бали и Яве, а также на Филиппинах. Подвид A. s. continentalis (Salomonsen, 1933) обитает в Центральном Таиланде, Мьянме, южном Вьетнаме и Камбодже. У него более длинный клюв и крылья, чем у A. s. speciosa.

## Питание
Она питается мелкой рыбой, ракообразными и насекомыми. Чтобы поймать их, она терпеливо, почти неподвижно ожидает, а затем быстро наносит удар клювом.

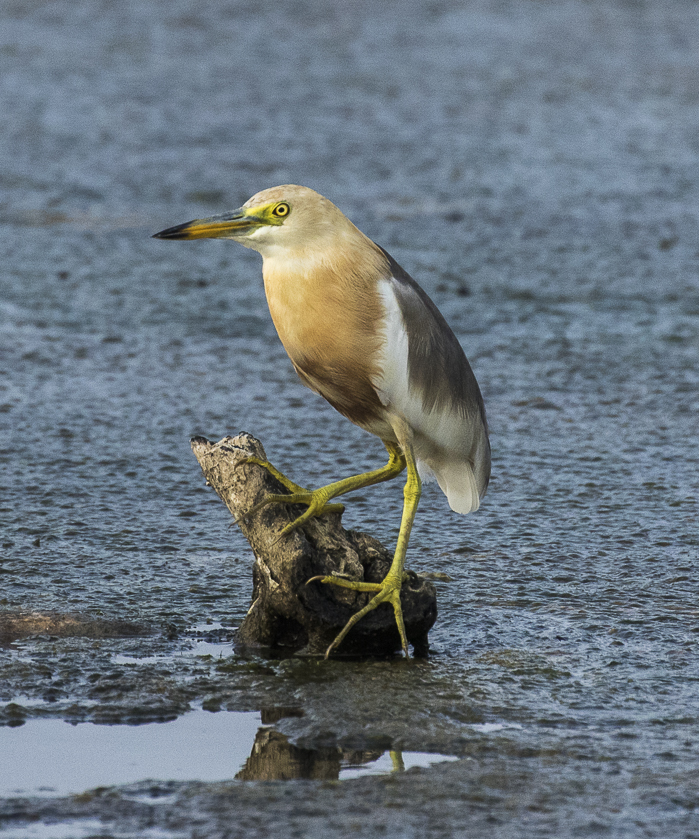
о. Ява

## Размножение
Малайская жёлтая цапля гнездится с июня по сентябрь. При этом она гнездится в маленьких колониях, часто вместе с другими видами цапель. Считается перелётной птицей.